# Franciszek Mirosław Czapski
Franciszek Mirosław Czapski herbu Leliwa (ur. 1607, zm. 8 października 1677) – podkomorzy malborski.
Brat Aleksandra Jana (zm. 1711), podkomorzego malborskiego, Sebastiana (zm. 1699), kasztelana chełmińskiego. Ożenił się z Zofią von Holtzen (Guldenblock von Holt). Ojciec Tomasza Franciszka (1675–1733), biskupa chełmińskiego, Jana Chryzostoma (1656–1716), kasztelana elbląskiego, Piotra Aleksandra (zm. 1717), kasztelana chełmińskiego.
Chorąży pomorski od 1676 roku, następnie podkomorzy malborski od 1677 roku.